# Brad Patton
Brad Patton, artiestennaam van Joel Mangs, (Melbourne, 7 augustus 1972) is een Zweeds voormalig homoseksuele pornoster van Australische komaf. Later werd hij kunstschaatser en verhuisde naar Amsterdam.
Mangs/Patton groeide op in Zweden voor hij werd ontdekt door pornoregisseur Chi Chi LaRue.
Hij schaatste bij Disney on Ice en behaalde twee zilveren medailles op de eerste World Outgames (2006) in Montreal (Canada).

In 2007 deed hij mee met Dancing on Ice, zijn danspartner was Mariëlle Bastiaansen.